# Trigonotis funingensis
Trigonotis funingensis là loài thực vật có hoa trong họ Mồ hôi. Loài này được H. Chuang miêu tả khoa học đầu tiên năm 1983.